# Mama, You Can Bet!
Mama, You Can Bet! ist ein Album der Sängerin, Produzentin und Multiinstrumentalistin Georgia Anne Muldrow, das sie unter dem Pseudonym Jyoti am 28. August 2020 auf dem Label SomeOthaShip Connect veröffentlichte.

## Hintergrund
Mama, You Can Bet! (deutsch: „Mama, du kannst wetten!“) ist die dritte Folge von Georgia Anne Muldrows Solo-Jazz-Projekt namens Jyoti. Zuvor hatte sie die Produktionen Ocotea (2010) und Denderah (2013) veröffentlicht. Dieses dritte Album basiert auf verschiedenen Inspirationsquellen, darunter auf der 2007 verstorbenen Alice Coltrane, einer Freundin der Familie, die Muldrow als Jugendliche ihren gewählten Namen „Jyoti“ gab, den Muldrow dann als Pseudonym für die Reihe verwendete.
Künstlerisch gesehen liege der Schlüssel zu seiner konzeptionellen Grundlage in Muldrows Bearbeitung von zwei Charles-Mingus-Kompositionen, notierte Quentin S. Huff. Mingus’ Bemoanable Lady (ein Lied vom Mingus-Album Pre-Bird, 1960) und Fables of Faubus (von Mingus Ah Um, 1959) werden von Muldrow zu Bemoanable Lady Geemix bzw. Fabus Foo Gee Mix umgeschrieben. Die zwei Mingus-Bearbeitungen entstanden, nachdem Muldrow von Jason Moran und dem Kennedy Center in Washington D.C. mit Beiträgen zu einer Feier der Musik des Bassisten und Komponisten beauftragt worden war. Die Musikerin weicht auch von den früheren Veröffentlichungen als Jyoti ab, indem sie ihre Singstimme einbezieht. Im ersten Titel des Albums (und gleichzeitig Titelsong) tröstet und ermutigt sie ihre Mutter, der Singer-Songwriterin/Komponistin Rickie Byars, auf der Basis von Schlagzeug, Bass und Piano. Darin singt sie: „Mama, die Liebe wartet auf dich … ich weiß, die Liebe wartet um die Ecke.“
Auf die Frage, was sie dazu veranlasst habe, mehr stimmliche Präsenz in dieses Album aufzunehmen, sagte Muldrow in einem Interview mit der Zeitschrift Forbes:

„Jyoti, diese Arbeit, ermöglicht es mir, in diesen schönen Brunnen meiner Kindheit, meines jungen Erwachsenenalters, meines Teenagerlebens einzutauchen, meinen Vater zu verstehen, ihn besser zu kennen und gleichzeitig meine Gefühle ihm gegenüber einzuordnen und zu verarbeiten. Und meine Mutter, die Art und Weise, wie sie Akkorde und Sachen in der Musik verwendet, die sie macht, beide sind wirklich akkordverdächtige Leute, das hat mich dazu gebracht, dass mein Ohr ganz natürlich etwas hört. Es ist nicht so, dass ich versuche, hip zu sein. Der Punkt ist, dass es etwas Natürliches ist. Es gibt eine natürliche Idee, die einem Komponisten einfällt. In der Welt, in der ich aufgewachsen bin, in der Kultur, in der ich aufgewachsen bin, war das eine sehr gültige Form der Kommunikation, genauso wie ich jetzt mit Ihnen spreche. Auf diese Weise ziehe ich meine Kinder mit Musik auf, die noch nicht einmal aufgenommen wurde. Wir reden manchmal nur in Musik. Es ist wie die zweite Sprache des Hauses - die erste Sprache des Hauses und Englisch als zweite Sprache, wenn Sie Eltern haben, die über Jazz informiert sind.“

## Titelliste
- Jyoti: Mama, You Can Bet! (SomeOthaShip Connect, eOne Music Canada)[4]
  1. Mama, You Can Bet! 3:11
  2. Bop For Aneho 2:04
  3. Zane, the Scribe 2:43
  4. Our Joy (Mercedes) 1:44
  5. Ra’s Noise (Thukumbado) Featuring Lakecia Benjamin 3:22
  6. Bemoanable Lady Geemix 3:33
  7. Orgone 3:06
  8. Skippin and Trippin 1:12
  9. Swing, Kirikou, Swing! 2:08
  10. Quarrys, Queries 3:06
  11. Ancestral Duckets 4:04
  12. Hard Bap Duke 2:55
  13. This Walk 2:34
  14. Fabus Foo Geemix 4:50
  15. The Cowrie Waltz 3:55
- Alle Kompositionen und Arrangements stammen von Georgia Anne Muldrow.

## Rezeption
Sheldon Pearce schrieb in The New Yorker, im Laufe ihrer Karriere habe die zukunftsorientierte, in Los Angeles lebende Musikerin Georgia Anne Muldrow die Parameter des modernen Jazz um Rap, Neo-Soul und experimentelle Elemente erweitert. Sieben Jahre nach der letzten Odyssee von Jyoti, Denderah, kehre Muldrow mit Mama, You Can Bet!, einem neuen Album, das sie als „Gesangsdokument ihrer inneren Gefühle“ bezeichnet hat, zum Projekt zurück. Diese Songs hätten wundersame Arrangements, die sich auf Ideen von Jazz-Titanen stützen, und zusammen bilden sie ein Selbstporträt von Muldrow. Aber der kraftvollste Moment des Ausdrucks sei das Titelstück, eine unruhige Piano-Ode an ihre Mutter und an alleinerziehende afroamerikanische Mutterschaft.
Giovanni Russonello zählte das Album in The New York Times zu den besten Veröffentlichungen im Jazz des Jahres 2020 und meinte, Georgia Anne Muldrow eröffne das Gespräch darüber, was es bedeutet, ein improvisierender Musiker in der afroamerikanischen Tradition zu sein. Sie schwelge in den akustischen, bluesigen Klängen des Jazz, während sie sich aus dem Werkzeugkasten der Hip-Hop-Produktion bediene und ihre eigenen Live-Instrumentals mit endlosen Overdubs ihrer Stimme zusammennäht. Das Ergebnis klinge wie eine Nachricht aus einer Vergangenheit, die wir noch nicht kennengelernt haben.
Auch Jeff Terich zählte das Album im Treble Magazine zu den besten Jazzalben des Jahres und meinte, Mama, You Can Bet sei die bisher freieste Präsentation ihrer [künstlerischen] Vision, ein Jazz-Album, das den ganzen Funk ihrer Neo-Soul-Angebote beibehalte und ihr den Raum gebe, dorthin zu gehen, wo ihre ätherische Muse sie einlädt. „Muldrows komplexem und gewundenem Weg zu folgen, bedeutet, einen Blick auf die Zukunft des Jazz zu werfen, der mehr als nur ein wenig Zuneigung für die Familie und künstlerische Einflüsse hat, die dazu beigetragen haben, eine einzigartige künstlerische Stimme zu formen“.

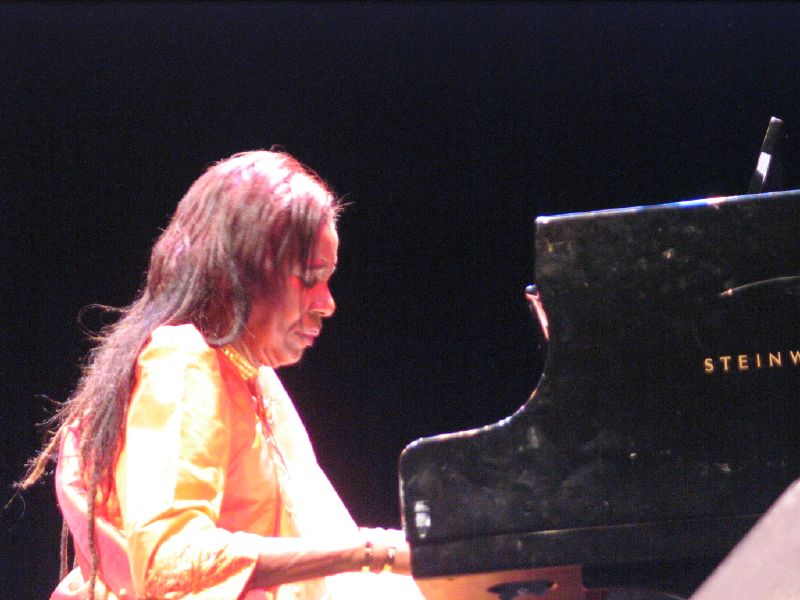
Die Pianistin Alice Coltrane, eine der Bezugspunkte in Jyotis Musik

Nach Ansicht von Shannon J. Effinger (Pitchfork Media) ist Muldrows Album vor dem Hintergrund des grassierenden Rassismus und der Tötung unbewaffneter Schwarzer als „leidenschaftlicher, einladender Liebesbrief an die unzähligen musikalischen Vorfahren“ zu verstehen, die ihren Weg in ihrer künstlerischen Entwicklung gekreuzt haben. Während sie diese Vorgänger nun zur Führung aufruft, stelle Muldrow eine kosmische Mischung aus Soul, Hip-Hop und Call-and-Response zwischen sich und ihrer Jazz-Linie dar und finde Trost, Schönheit und Befreiung von völliger Verwirrung und Aufruhr.
Quentin S. Huff meinte in Pop Matters, Georgia Anne Muldrows neue Jyoti-LP  sei eine Offenbarung – der Zeit, des Rhythmus, des Klangs. Es nimmt die freie Jazz-Sensibilität von Georgia Anne Muldrows früheren Unternehmungen unter dem Künstlernamen Jyoti und gebe ihnen einen Schub der nächsten Stufe. Des Weiteren lobt der Autor, dass dieses Album die Vorstellung vermittle, „dass das Konzept der Zeit - dieser unveränderliche und unerbittliche Freund und Feind für uns alle - durch Rhythmus und Geschwindigkeit beeinflusst, wenn nicht sogar verwaltet werden kann.“ Muldrow erreiche dies mit Bewegungen in einer wilden Dreifachzeit oder mit Klavierhieben, die leicht hinter dem Takt abgegeben werden. Sie verbinde geschickt diese unterschiedlichen Elemente, und dann lässt sie sie sich von Kompositionen lösen, die immer drohen, sich zu lösen.
Huff geht auch auf das von Mingus inspirierte Fabus Foo Gee Mix ein; hier stelle die Multiinstrumentalistin das schnell spielende Horn des Originalstücks gegenüber und bette es in eine Basslinie ein, eine Art akustisches Origami, ähnlich dem, was man in den Swansong Donuts  von dem Produzenten J Dilla aus dem Jahr 2006 oder so ziemlich allem von den Muldrow-Mitarbeitern Madlib und Flying kenne.
Dean Van Nguyen (Bandcamp) meinte, einige Hörer würden Zeit brauchen, um sich an Muldrows wildeste Experimente zu gewöhnen, aber jeder Track enthalte eine Komponente, die es wert sei, untersucht zu werden. Mama, you can bet! sei nicht nur einer der ehrgeizigsten Veröffentlichungen der Sängerin; es sei eines ihrer besten Alben, ein weiterer Bolzen, der Muldrows unterschätztes Erbe sichere.
Andy Kellman verlieh dem Album in Allmusic vier Sterne und schrieb, Muldrow habe als Jyoti eine tiefere Erforschung des Avantgarde-Jazz und der Elektronischen Musik durchgeführt und dadurch die Funk- und Hip-Hop-Elemente reduziert, die ihrer Arbeit mit ihrem Geburtsnamen innewohnen, und bezeichnet die Ergebnisse „ebenso persönlich und evolutionär“. Der Jazz liege ihr schließlich im Blut, so Kellman, und ermöglichte eine Verbindung zu ihrem Vater Ronald Muldrow. Muldrow bewege sich in den Instrumentalnummern zwischen entzückenden akustischen Vignetten wie Skippin and Trippin, perkussiven Vamps wie Swing, Kirikou, Swing!, und eher kontemplativen Stücken wie Quarrys, Queries und Ancestral Duckets. So essentiell wie jede der bekannteren Kreationen von Muldrow beweise dies, dass Jyoti mehr als ein Nebenprojekt Muldrows sei, so das Resümée von Kellman.